# Биологија
Биологија (од грчког βίος = живот и λόγος = наука, знање) је наука о животу. Биологија обухвата широк спектар наука и научних дисциплина, које проучавају жива бића, њихову структуру, животне функције и манифестације, понашање и еколошке односе, као и читаву биосферу. Биолошке науке се међусобно разликују по специфичној методологији, или по нивоу организације и групама организама које су предмет изучавања. У основи савремене биологије леже пет основних аксиоматских принципа, који описују универзалност живота: ћелијска теорија, еволуција, теорија гена, енергија и хомеостаза.
Молекуларна биологија, биохемија и молекуларна генетика су великим делом преклапајуће дисциплине које проучавају животне процесе на молекулском и супрамолекулском нивоу. Живот на нивоу појединачних ћелија проучава цитологија. Анатомија, хистологија и физиологија проучавају грађу и функцију организама на нивоу ткива, органа и органских система.
На Земљи постоји више од 10 милиона различитих врста. Њихова величина покрива распон од оних које су микроскопски мале па до организама величине плавог кита.
Сви ови облици живота имају извјесне особине које их чине специфичнима и разликују од мртвих материја. Ове особине су на пример могућност репродукције, раста, али и могућност прилагођавања околини.

## Назив биологија
Назив биологија потиче од грчких речи βιος (живот) и λογος (наука). Реч је први пут употребио 1800. године Карл Фридрих Бурдах (Karl Friedrich Burdach, 1776—1847) означавајући истраживања човека (антропологију) кроз упоредне перспективе морфологије и физиологије.
Термину биологија су 1802. године Готфдрид Тревиранус (Gottfried Treviranus, 1776—1837) и Жан-Баптист Ламарк (1744—1829) дали ширу дефиницију и већи значај. Тревиранусове студије, назване Biologie (1802—1822) дефинисале су биологију као „науку о животу“. Ламарк је у својој Hydrogéologie (1802) дефинисао биологију као дисциплину „терестричне физике“ која укључује „све што је у вези са живим телима“.
Тревиранус и Ламарк су мислили да су употребом новог термина идентификовали ново поље истраживања, а не да су само дали име старом. Обојица су се противила преокупираности природњака XVIII века праксом каталогизације различитих животиња, биљака и минерала у природи. Нова биологија је требало да се бави феноменом живота, тј. функционисањем живих бића.

## Историја биологије
Назив и концепција биологије као науке су релативно млади у односу на почетак људске свести о живом свету око њега. Прва формална понашања везана за изучавање живота и природе могу се описати традицијама медицине и природњаштва. Ова два поља људског деловања постојала су још у Старом Египту, Месопотамији и Кини, но класичне доприносе њиховом развоју донели су Стари Грци и Римљани. И савремена биологија се великим делом заснива на овим пољима истраживања – традиционалну медицину чине анатомија и физиологија; док су из природњаштва израсле бројне специфичне области микробиологије, ботанике и зоологије, екологија и еволуциона биологија.
У класичном периоду цивилизације, најзначајнији „биолози“ су били Гален (у пољу медицине) и Аристотел и Теофан (као истраживачи логике природе и разноврсности организама). Рад класичних мислилаца и „научника“ надограђен је у средњем веку првенствено на територији исламских држава, радовима Авицене, Авензоара, ал-Џахиза, Ибн ел Баитара, Ибн ел Нафиса и др.
Током ренесансе и почетком Новог века, велика географска открића и развој филозофије омогућила су у биолошкој мисли малу револуцију – обнављањем интересовања научника за емпиризам и описом многобројних нових врста. На пољу медицине (анатомије и физиологије) истакнути су експериментални радови Везалијуса и Харвија. Откриће микроскопа, са друге стране, омогућило је истраживања дотад непознатог света микроорганизама, као и касније постављање ћелијске теорије.
Праву револуцију у биолошкој мисли доноси 18. век у лику Линеа и Буфона, великих природњака различитих ставова. Лине је својим делима класификовао дотад познате врсте организама и у биологију увео биномијалну номенклатуру. Буфон је сматрао врсте вештачким категоријама, претпостављао заједничко порекло свих организама и тиме започео модерну еволуциону мисао. Почетком 19. века, биологија је добила своје име, а потом је уследио развој њених значајнијих и главних области. Најважнија имена овог доба су Ламарк, Александар фон Хумболт, Ернст Хекел, Чарлс Дарвин, Луј Пастер.
У модерно доба, почетком 20. века, биолози откривају дела Грегора Мендела и зачиње се генетика. Развој генетике и биохемије омогућио је Вотсону и Крику да утврде грађу наследног материјала и започну еру молекуларне биологије. Паралелно, дешавају се уједињавања генетике са теоријом еволуције (стварање модерне синтезе), као и са екологијом (развој популационе биологије).
Крај претходног и почетак 21. века доносе нова обједињена поља истраживања, као и све већи корпус знања у свим областима биологије о свим нивоима организације живота. Неке од актуелних нових области су ево-дево, биоинформатика, геномика, протеомика, молекуларна екологија, конзервациона биологија.

## Биологија као наука
Развој научног метода од Старе Грчке до данас био је праћен његовом имплементацијом у наукама. Развој самих наука био је ограничен могућностима које одговарајући научни метод пружа. Од Аристотеловог уочавања дефиниције и индукције као битних обележја науке (тиме и биологије.), до Дарвиновог препознавања еволуције као основне биолошке концепције прошло је око 2100 година. Но и са развојем савременог научног метода, биологија је дуго била дескриптивна, те јединствена научна област чије формулације и теорије о различитим аспектима живих система нису имале ширину и објашњавалачку снагу других наука

### Описни метод у биологији
Описивање (дескрипција) је најстарији и основни метод за научно откривање природе. Описне методе могу бити непосредне (директне) и посредне (индиректне). Непосредно посматрање подразумева да биолог својим чулима проучава објекат или догађај – опис обухвата информације које су директно установљене. Иако даје јасне податке, овај метод може бити подложан субјективности, услед индивидуалних разлика међу истраживачима у осетљивости чула. Посредне методе су оне које помажу истраживачу да детаљније установи (посматра) и опише објекат или догађај – микроскопирање, бојење, ултразвук, рендген. Субјективност истраживача је минимизирана, а тачност добијених података ограничена границом грешке методе.

### Компаративни метод у биологији
Компаративни (упоредни) метод подразумева упоређивање одређене карактеристике међу групом организама (попут облика предњих удова код кичмењака, или карактеристика понашања). Компаративни метод је често коришћен у пракси класификовања организама, када су организми (врсте) које су сличније груписане у заједничке категорије. Користећи се компаративним методом, упоређујући број прашника и тучкова, Лине је дао своју класификацију биљака.

### Експериментални метод у биологији
Експериментални (индуктивни) метод Франсиса Бејкона може се посматрати као својеврстан увод у савремени научни метод. Увођење експеримента у биологију омогућило је одређивање узрока одређеним појавама у живом свету, као и одређеним реакцијама живих организама на промене у животној средини. Први Бејконов следбеник био је лекар Томас Браун, који је оповргао многа дотадашња схватања о природи

### Хипотетичко-дедуктивни метод
Савремени научни метод (хипотетичко-дедуктивни) има неколико основних делова, који се доследно примењују у савременој биологији:
1. карактеризацију: емпиријско посматрање феномена – прикупљање чињеница;
2. постављање хипотеза ради објашњавања феномена;
3. очекивање: дедукција закључака који следе из хипотеза; ови закључци се узимају за очекиване резултате експеримента осмишљеног да провери хипотезу;
4. постављање контролисаног експеримента и очитавање резултата; на основу резултата, хипотеза се прихвата или одбацује.

## Темељи модерне биологије

### Ћелијска теорија
Ћелијска теорија наводи да је ћелија фундаментална јединица живота, и да су сви живи организми формирани од једне или више ћелија или излучених продуката тих ћелија (нпр. љуска, коса и нокти итд.). Све ћелије настају из других ћелија путем ћелијске деобе. У мултићелијским организмима, свака ћелија у телу организма је ултиматно изведена из једне ћелије у фертилизованом јајету. Ћелија се такође сматра основном јединицом у многим патолошким процесима. Додатно, феномен протока енергије се одвија у ћелијама у процесима који су део функције познате као метаболизам. Коначно, ћелије садрже наследне информације (ДНК), која се преноси са ћелије на ћелију током ћелијске деобе.

### Еволуција
Централни организациони концепт биологије је да се жива бића мењају и развијају путем еволуције, и да све познате живе форме имају заједничко порекло. Теорија еволуције постулира да су сви организми на Земљи, било живи или изумрли, постали од заједничког претка или из истог генског фонда. За тог задњег универзалног заједничког претка свих организама се верује да се појавио пре око 3,5 милијарди година. Биолози генерално сматрају универзалност и свеприсутност генетичког кода као дефинитивни доказ у прилог теорије универзалног заједничког наслеђа свих врста: бактерија, архаја, и еукариота (погледајте: порекло живота).
Упознат са научним лексиконом од стране Жан-Батист Ламарка 1809. године, Чарлс Дарвин је успоставио идеју еволуције педесет година касније као одрживи научни модел кад је артикулисао њену покретачку силу: природну селекцију. (Алфред Расел Волес је признат као копроналазач овог концепта пошто је он помогао у истраживањима и експериментима концепта еволуције.) Еволуција се данас користи за објашњавање великих варијација живота присутног на Земљи.
Дарвин је теоретисао да су врсте и расе развијене путем процеса природне и вештачке селекције. Генетички дрифт је прихваћен као додатни механизам еволутивног развоја у модерној синтези теорије.
Еволуциона историја врста — која описује карактеристике разних врста из којих су друге врсте настале — заједно са њиховим генеалошким односом према свим осталим врстама је позната као филогенија. Мноштво различитих приступа биологији генерише информације о пхилогенији. Они обухватају упоређивања ДНК секвенци која се врше у оквиру молекуларне биологије или геномике, и компарисоне фосила или других рекорда о древним организмима у палеонтологији. Биолози организују и анализирају еволуционе односе путем разних метода, укључујући филогенетику, фенетику, и кладистику.

## Биолоoшке науке и дисциплине
- Алгологија проучава алге
- Антропологија проучава човека
- Астробиологија проучава могућности постојања живота ван Земље и порекло живота у космосу
- Биогеографија проучава облике и правила географске распрострањености организама
- Биохемија проучава „молекуле живота“ и метаболичке процесе
- Ботаника проучава биљке
- Генетика проучава наслеђивање особина
- Екологија проучава односе између организама и животне средине
- Зоологија проучава животиње
- Микологија проучава гљиве
- Микробиологија проучава микроорганизме
- Молекуларна биологија проучава односе нуклеинских киселина, протеина и наслеђивања
- Морфологија проучава грађу организама
- Протистологија проучава протисте
- Цитологија, или биологија ћелије, проучава ћелију
- Физиологија проучава метаболизам и хомеостазу организама
- Хистологија проучава ткива
- Систематика и таксономија се баве описивањем хијерархијске структуре биодиверзитета[41][42][43][44][45][46]
- Теорија еволуције проучава настанак и променљивост живота
- Медицина, антропологија и психологија науке су које се баве човеком. Медицина његовим физичким и психичким здрављем, психологија целокупним понашањем (и болесним и здравим), а антропологија проучава човека из свих могућих погледа, материјалних, духовних и душевних, и покрива дуге временке периоде. Укратко, док лекари помажу људима да буду телесно здрави, психолози се баве понашањем, а антрополози покушавају схватити целину.

## Познати биолози
Почетке биологије налазимо код Аристотела који је описао око 500 животињских врста, а након њега следи стагнација све до 16. века. У 17. веку изум микроскопа доводи до открића ћелија и почетка цитологије, а у 18. веку Карл фон Лине описује и систематизује мноштво биљних и животињских врста. Својим радом уједно оснива научну систематику врста. Након њега Жорж Кивје утемељује компаративну анатомију, а Чарлс Дарвин поставља теорију еволуције.
- Чарлс Дарвин
- Александер Флеминг
- Луиђи Галвани
- Роберт Хук
- Карл фон Лине
- Жак Моно
- Луј Пастер
- Грегор Мендел
- Џејмс Д. Вотсон
- Франсис Крик
- Роберт Кох

## Галерија слика
- Бактерија - Gemmatimonas aurantiaca (- = 1 микрометар)
- Морске силикатне алге
- Микроскопски препарат ткива